# 20 kilomètres marche féminin aux championnats du monde d'athlétisme 2007
Navigation
Helsinki 2005 Berlin 2009
L'épreuve du 20 kilomètres marche féminin des championnats du monde d'athlétisme 2007 s'est déroulée le 31 août 2007 dans les rues d'Osaka, au Japon. Elle est remportée par la Russe Olga Kaniskina.
42 athlètes étaient inscrites.

## Records
| Record du monde            | 1 h 25 min 41 s | Olimpiada Ivanova      | Russie      | 7 août 2005      | Helsinki           |
| Record des championnats    | 1 h 25 min 41 s | Olimpiada Ivanova      | Russie      | 7 août 2005      | Helsinki           |
| Meilleure performance 2007 | 1 h 27 min 10 s | Ryta Turava            | Biélorussie | 1er mai 2007     | Sesto San Giovanni |
| Record d'Afrique           | 1 h 34 min 00 s | Degife Debeko Yanka    | Éthiopie    | 1er mai 2005     |                    |
| Record d'Asie              | 1 h 26 min 22 s | Wang Yan               | Chine       | 19 novembre 2001 | Guangzhou          |
| Record d'Amérique du Nord  | 1 h 30 min 03 s | Maria Graciela Mendoza | Mexique     | 2 mai 1999       | Mézidon-Canon      |
| Record d'Amérique du Sud   | 1 h 31 min 25 s | Miriam Ramón           | Équateur    | 7 mai 2005       | Lima               |
| Record d'Europe            | 1 h 25 min 41 s | Olimpiada Ivanova      | Russie      | 7 août 2005      | Helsinki           |
| Record d'Océanie           | 1 h 27 min 44 s | Jane Saville           | Australie   | 2 mai 2004       | Naumburg           |

## Médaillées
| Or             | Argent             | Bronze      |
| Olga Kaniskina | Tatyana Shemyakina | María Vasco |

## Résultats

### Finale (31 août)
| Rang | Pays         | Athlète               | Temps           |
| ---- | ------------ | --------------------- | --------------- |
| 1    | Russie       | Olga Kaniskina        | 1 h 30 min 09 s |
| 2    | Russie       | Tatyana Shemyakina    | 1 h 30 min 42 s |
| 3    | Espagne      | María Vasco           | 1 h 30 min 47 s |
| 4    | Norvège      | Kjersti Plätzer       | 1 h 31 min 24 s |
| 5    | Portugal     | Susana Feitor         | 1 h 32 min 01 s |
| 6    | Roumanie     | Claudia Stef          | 1 h 32 min 47 s |
| 7    | Portugal     | Inês Henriques        | 1 h 33 min 06 s |
| 8    | Allemagne    | Sabine Zimmer         | 1 h 33 min 23 s |
| 9    | Russie       | Tatyana Sibileva      | 1 h 33 min 29 s |
| 10   | Japon        | Mayumi Kawasaki       | 1 h 33 min 35 s |
| 11   | Portugal     | Vera Santos           | 1 h 34 min 28 s |
| 12   | Espagne      | María José Poves      | 1 h 35 min 06 s |
| 13   | Espagne      | Beatriz Pascual       | 1 h 35 min 13 s |
| 14   | Allemagne    | Melanie Seeger        | 1 h 35 min 30 s |
| 15   | Chine        | Hongjuan Song         | 1 h 35 min 44 s |
| 16   | Biélorussie  | Elena Ginko           | 1 h 35 min 59 s |
| 17   | Irlande      | Olive Loughnane       | 1 h 36 min 00 s |
| 18   | Slovaquie    | Zuzana Malíková       | 1 h 36 min 26 s |
| 19   | Chine        | Hong Liu              | 1 h 36 min 40 s |
| 20   | Tchéquie     | Barbora Dibelková     | 1 h 36 min 45 s |
| 21   | Suisse       | Marie Polli           | 1 h 36 min 54 s |
| 22   | Lituanie     | Sonata Milušauskaité  | 1 h 37 min 28 s |
| 23   | Pologne      | Sylwia Korzeniowska   | 1 h 37 min 38 s |
| 24   | Slovaquie    | Mária Gáliková        | 1 h 38 min 54 s |
| 25   | Royaume-Uni  | Johanna Jackson       | 1 h 39 min 34 s |
| 26   | Corée du Sud | Mi-Jung Kim           | 1 h 41 min 33 s |
| 27   | Japon        | Masumi Fuchise        | 1 h 41 min 49 s |
| 28   | Kazakhstan   | Svetlana Tolstaya     | 1 h 41 min 54 s |
| 29   | Équateur     | Yadira Guamán         | 1 h 42 min 17 s |
| 30   | Brésil       | Tania Regina Spindler | 1 h 43 min 56 s |
| 31   | Colombie     | Sandra Zapata         | 1 h 44 min 42 s |
| 32   | Turquie      | Yeliz Ay              | 1 h 45 min 52 s |
| 33   | Bolivie      | Geovana Irusta        | 1 h 47 min 15 s |
|      | Japon        | Ryoko Sakakura        | DQ              |
|      | Australie    | Jane Saville          | DQ              |
|      | États-Unis   | Teresa Vaill          | DQ              |
|      | Équateur     | Miriam Ramón          | DQ              |
|      | Russie       | Olimpiada Ivanova     | DNF             |
|      | Italie       | Elisa Rigaudo         | DNF             |
|      | Lettonie     | Jolanta Dukure        | DNF             |
|      | Chine        | Jing Jiang            | DNF             |
|      | Grèce        | Athanasía Tsoumeléka  | DNF             |